# بمباردیه چلنجر ۸۵۰
بمباردیه چلنجر ۸۵۰ (به انگلیسی: Bombardier Challenger 850) یک هواگرد ساختِ کارخانهٔ بمباردیه اروسپیس در کشور کانادا است . این هواگرد برای نخستین بار در ۳۰ اوت ۲۰۰۶ میلادی مورد استفاده قرار گرفت.